# Sphinctopsylla
Sphinctopsylla är ett släkte av loppor. Sphinctopsylla ingår i familjen Stephanocircidae.
Kladogram enligt Catalogue of Life:
| Sphinctopsylla | \| \| Sphinctopsylla ares \| \| \| \| \| \| Sphinctopsylla diomedes \| \| \| \| \| \| Sphinctopsylla inca \| \| \| \| \| \| Sphinctopsylla mars \| \| \| \| \| \| Sphinctopsylla spillmanni \| \| \| \| \| \| Sphinctopsylla tolmera \| \| \| \| |
|                | \| \| Sphinctopsylla ares \| \| \| \| \| \| Sphinctopsylla diomedes \| \| \| \| \| \| Sphinctopsylla inca \| \| \| \| \| \| Sphinctopsylla mars \| \| \| \| \| \| Sphinctopsylla spillmanni \| \| \| \| \| \| Sphinctopsylla tolmera \| \| \| \| |
|                | Barreropsylla |
|                | |
|                | Cleopsylla |
|                | |
|                | Coronapsylla |
|                | |
|                | Craneopsylla |
|                | |
|                | Nonnapsylla |
|                | |
|                | Plocopsylla |
|                | |
|                | Stephanocircus |
|                | |
|                | Tiarapsylla |
|                | |
|                | Sphinctopsylla ares |
|                | |
|                | Sphinctopsylla diomedes |
|                | |
|                | Sphinctopsylla inca |
|                | |
|                | Sphinctopsylla mars |
|                | |
|                | Sphinctopsylla spillmanni |
|                | |
|                | Sphinctopsylla tolmera |
|                | |

|  | Sphinctopsylla ares       |
|  |                           |
|  | Sphinctopsylla diomedes   |
|  |                           |
|  | Sphinctopsylla inca       |
|  |                           |
|  | Sphinctopsylla mars       |
|  |                           |
|  | Sphinctopsylla spillmanni |
|  |                           |
|  | Sphinctopsylla tolmera    |
|  |                           |